# Condado de Washington (Oklahoma)
O Condado de Washington é um dos 77 condados do estado americano do Oklahoma. A sede do condado é Bartlesville, que é também a sua maior cidade.
O condado tem uma área de 1098 km² (dos quais 18 km² estão cobertos por água), uma população de 48 996 habitantes, e uma densidade populacional de 45 hab/km² (segundo o censo nacional de 2000). O condado foi fundado em 1907 e o seu nome é uma homenagem a George Washington (1732-1799), o primeiro presidente dos Estados Unidos.